# Allium materculae
Allium materculae — вид трав'янистих рослин родини амарилісові (Amaryllidaceae), поширений у Західній Азії.

## Опис
Стеблина пряма, завдовжки (5)10–30(40) см. Листків 3–5, (0.5)1–6 см завширшки, від довгасто-еліптичних до лінійно-ланцетних, скручені або згорнуті, верхівка загострена, поля хвилясті. Зонтик діаметром 2–7 см, багатоквітковий. Оцвітина від білястого до бузково-рожевого забарвлення; листочки оцвітини рівні, завдовжки 0.7–1 см, вузько трикутні або лінійно-ланцетні, верхівка гостра; серединна жилка листочків оцвітини невиразна, темно-рожева, іноді зелена. Пиляки жовті. Зонтик у час плодоношення сферичний, діаметром 6–10(15) см. Коробочка серцеподібна, заввишки 0.3–0.6 см.
Час цвітіння: квітень і травень. Час плодоношення: травень і червень.

## Поширення
Поширений у східній Туреччині, південному Закавказзі, північному Ірані.
Населяє сухі кам'янисті та глинисті схили, щебеневі, піщані та скелясті пустелі. Передгір'я, нижній та середній висотні пояси; 700—2000 м.